# Винди-Сити Буллз
Винди-Сити Буллз (англ. Windy City Bulls) — американский профессиональный баскетбольный клуб, выступающий в Восточной конференции Джи-Лиги НБА. Базируется в Хофмен-Эстейтс (Иллинойс) и является фарм-клубом «Чикаго Буллз». «Буллз» играют свои домашние матчи на Now Arena, в 40 километрах от Чикаго. Она стала тринадцатой командой Джи-Лиги, принадлежащей команде НБА.

## История
В октябре 2015 года менеджмент «Чикаго Буллз» поставили цель создать свой фарм-клуб в городе Хофмен-Эстейтс, чтобы играть на 10000 местной арене к началу сезона 2016/2017. 9 ноября 2015 года совет города Хофмен-Эстейтс единогласно одобрил предложение «Буллз» на создание новой команды Лиги развития НБА.
Команда получила свое название по результатам конкурс на веб-сайте «Чикаго Буллз». Болельщики представили около 3600 предложений, которые были сужены до трёх финалистов: «Грейт Лейкс Буллз», «Хартленд Буллз» и «Винди-Сити Буллз». Название «Винди-Сити» было объявлено победителем на пресс-конференции 24 февраля 2016 года.
В 2020 году домашняя арена была переименована в Now Arena.

## Статистика сезонов
| Винди-Сити Буллз          |                           |                           |                           |                           |                           |                                              |                           |
| 2016/2017                 | Центральный               | 5-е                       | 23                        | 27                        | 46,0                      |                                              |                           |
| 2017/2018                 | Центральный               | 3-е                       | 24                        | 26                        | 48,0                      |                                              |                           |
| 2018/2019                 | Центральный               | 2-е                       | 27                        | 23                        | 54,0                      | Поражение в первом раунде (Уэстчестер) 82–95 |                           |
| 2019/2020                 | Центральный               | 5-е                       | 17                        | 26                        | 39,5                      | Сезон отменён из-за пандемии COVID-19        |                           |
| 2020/2021                 | Отказ от участия в сезоне | Отказ от участия в сезоне | Отказ от участия в сезоне | Отказ от участия в сезоне | Отказ от участия в сезоне | Отказ от участия в сезоне                    | Отказ от участия в сезоне |
| 2021/2022                 | Восточный                 | 11-е                      | 15                        | 19                        | 44,1                      |                                              |                           |
| 2022/2023                 | Восточный                 | 7-е                       | 18                        | 14                        | 56,3                      |                                              |                           |
| 2023/2024                 | Восточный                 | 13-е                      | 15                        | 19                        | 44,1                      |                                              |                           |
| 2024/2025                 | Восточный                 | 16-е                      | 11                        | 23                        | 32,4                      |                                              |                           |
| Всего в регулярном сезоне | Всего в регулярном сезоне | Всего в регулярном сезоне | 150                       | 160                       | 48,4                      |                                              |                           |
| Всего в плей-офф          | Всего в плей-офф          | Всего в плей-офф          | 0                         | 1                         | 0,0                       |                                              |                           |

## Связь с клубами НБА
- Чикаго Буллз (2016—н. в.)